# Tramway du Puy-en-Velay
Le tramway du Puy-en-Velay est un ancien réseau de tramway qui circula dans le chef-lieu de la Haute-Loire, le Puy-en-Velay, de 1896 à 1914.

## Histoire
Afin de créer un réseau de transport urbain dans la ville, une convention de concession est signée le 4 octobre 1895 entre le maire du Puy et l'investisseur local Pierre Farigoule, domicilié 44 rue Pannessac au Puy, en vue de la construction et de l'exploitation du tramway. La déclaration d'utilité publique du réseau fut accordée le 14 mars 1896, au bénéfice de M. Pierre Farigoule, avec obligation de constituer une société anonyme pour construire et exploiter le tramway, société qui ne fut jamais créée. La concession avait une durée de 45 ans.
Le réseau devait être constitué « d'une ligne de tramway à traction électrique, destinée au transport des voyageurs et des marchandises, entre Espaly et Brives-Charensac, par le Puy, avec embranchement, dans la ville du Puy, entre la place Cadelade (square Coiffie) et la gare Paris-Lyon-Méditerranée »
La section Brives-Charensac ↔ Le Puy fut mis en service le 12 novembre 1896, et celle d'Espaly-Saint-Marcel ↔ Gare du Puy-en-Velay, le 13 décembre 1896.
Faute de trafic suffisant, son exploitation ne fut jamais équilibrée, et le service cessa en 1914, à la mort du concessionnaire. La concession semble avoir été reprise, en 1915, par M. Wilson, négociant à New York, puis d'autres entrepreneurs, et, en dernier lieu, par messieurs  Tomasi et Badan, qui mirent définitivement fin à l'exploitation en avril 1920, .
Les installations furent démontées à partir de 1923, et la ligne déclassée par un décret du 14 mai 1925.

## Infrastructure
Le réseau,  à voie unique et métrique avait une longueur de 7 km et comprenait une ligne ainsi qu'un court embranchement  : 
- Ligne reliant la Mairie d'Espaly-Saint-Marcel à Brives-Charensac via le Puy-en-Velay (6,484 km);
Son itinéraire était, selon la toponymie de l'époque :
  - À Espaly-Saint-Marcel : l'Avenue d'Espaly ;
  - Au Puy : Boulevard d'Espaly, boulevard Saint-Louis, place du Breuil, rue Saint-Haon (RN 102), boulevard Saint-Jean, place Cadelade, faubourg Saint-Jean (RN 88).
  - À Brives-Charensac, la RN 88.
- Embranchement  de la place Cadelade à la gare du Puy-en-Velay (397,50 m.), empruntant l'avenue de la Gare[5], [3], [6].

Des évitement permettant le croisement des rames étaient aménagés aux trois terminus, ainsi que rue Crozatier (devant le théâtre), rue Saint-Jean, boulevards saint-Louis et Saint-Jean, et place Cadelade.
Aux termes du cahier des charges, la ligne devait avoir des courbes limitées à 25 mètres de rayon et des rampes de moins de 50 ‰. Les rails devaient être en acier, de 15 kg/m. au minimum et posés sur des traverses en bois espacées au maximum de 85 cm.

### Centrale électrique
En l'absence de réseau public d'alimentation électrique, la compagnie dut créer une centrale hydraulique sur les bords de la Loire, à Brives-Charensac, et une seconde sur le Dolaizon, à Vals-près-le-Puy.

### Dépôt
Le dépôt se trouvait à Charensac, et comprenait trois voies, dont deux sur fosses, ainsi qu'une remise et un petit quai à marchandises.

## Exploitation
Le cahier des charges de la concession prévoyait que l'exploitant assurerait au moins cinq aller-retours journaliers, tant sur la ligne principale que sur l'embranchement de la gare, avec des rames constituées au maximum de trois caisses et d'une longueur n'excédant pas 25 mètres. La vitesse maximale était limitée à 20 km/h en « rase campagne », et 10 km/h dans la traversée des villes et villages.
Le réseau transporta 448 000 voyageurs en 1912.
Les recettes du réseau restant très faibles, l'exploitant n'assurait qu'un entretien très limité de la voie, ce qui occasionna de nombreux déraillements et des pannes du tramway en ligne.

### Matériel roulant
Sept motrices à deux essieux et plates-formes ouvertes, ainsi que quatre remorques ouvertes, un fourgon automoteur, une réserve d’eau et cinq wagons à marchandises constituaient le matériel roulant du réseau.
Le captage de l'énergie sur la ligne électrique de contact, alimentée en courant continu sous 600 volts, se faisait par des archets.

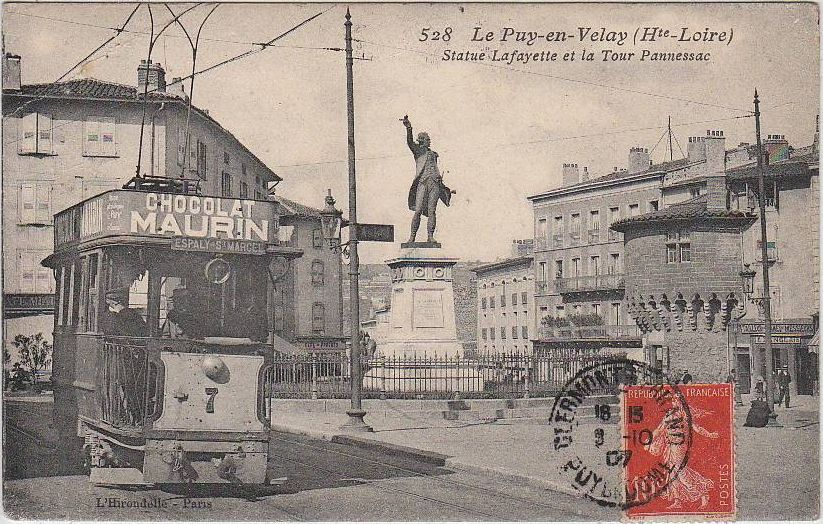
Motrice n°7 près de la tour Pannessac et de la statue de Lafayette, vers 1907.
Remarquer le gong sur le panneau au-dessus du matricule de la motrice, et, sous la marquise, le phare.